# 2685 Мазурскиј
2685 Мазурскиј (енгл. 2685 Masursky) је астероид главног астероидног појаса чија средња удаљеност од Сунца износи 2,568 астрономских јединица (АЈ).
Апсолутна магнитуда астероида је 12,2.